# Frieda Van Wijck
Frieda Van Wijck (Hasselt, 2 mei 1950) is een Vlaamse radio- en televisiepresentatrice.

## Carrière
Journaliste Frieda Van Wijck begon bij Het Laatste Nieuws en ging in 1975 aan de slag bij Radio 2 Limburg en later bij Radio Vlaanderen Internationaal. Uiteindelijk kwam ze bij de tv-nieuwsdienst terecht. Ze werkte als eindredactrice voor Het journaal, Panorama en Terzake. 
Het bleef niet enkel bij de nieuwsdienst. Van Wijck werkte ook een aflevering mee met het humoristische programma Alles Kan Beter. In 2000 was ze de off-screenstem in het humoristische programma BrusselNieuwsStraat.
In het nieuwe millennium kwam Van Wijck op het scherm als presentatrice. Ze interviewde politici in Terzake en in Spraakmakers. Daarnaast presenteerde ze verschillende seizoenen van het quizprogramma In Alle Staten.
Tot januari 2004 presenteerde ze samen met Alain Coninx het politiek debatprogramma Coninx en Van Wijck. Daarna werd het duo de vaste presentatoren van De Zevende Dag, het actualiteitenprogramma op zondagochtend. Ze waren de opvolgers van Siegfried Bracke en Annemie Peeters. De stijl van het programma werd onder Coninx en Van Wijck iets softer: de harde politieke discussies bleven weg en er werd ook aandacht geschonken aan onderwerpen als sport en media. 
In 2005 verdedigde Van Wijck Paul Janssen van Janssen Pharmaceutica in de wedstrijd van De Grootste Belg. Janssen werd uiteindelijk tweede. Ook in 2005 presenteerde Van Wijck het programma Ten huize van. Hierin ging ze bekende Vlamingen interviewen in hun eigen huis.
25 juni 2006 is de laatste keer dat Van Wijck De Zevende Dag presenteert. Dan verlaat ze de nieuwsdienst en gaat ze werken voor Woestijnvis. Opvolgster voor Van Wijck is Annelies Beck. Alain Coninx blijft wel op post als presentator.
Vanaf oktober 2006 presenteerde Van Wijck De laatste show. Hiermee volgde ze Mark Uytterhoeven op, die de show sinds 2002 presenteerde. De stijl van Van Wijck werd gekenmerkt door een droge humor. In april 2009 maakte ze bekend dat ze stopt als presentatrice van De Laatste Show, naar aanleiding van rugklachten. Ze werd opgevolgd door Michiel Devlieger.
Ook in 2006 deed Van Wijck samen met Gerty Christoffels mee aan het programma Beste Vrienden.
Sinds januari 2010 presenteert Van Wijck het cultuurprogramma "COBRA TV" op Canvas op zondagavond. Tussen 2010 en 2012 presenteerde ze drie seizoenen van de laatavondquiz De klas van Frieda op Eén.

## Prijzen
- Frieda Van Wijck kreeg in 2003 de Homofolieprijs. Ze kreeg de prijs voor haar homovriendelijke uitspraken.
- In 2006 werd aan haar de oorkonde van de Orde van de Gulle Lach in het stadhuis van Genk uitgereikt. De prijs wordt toegekend aan bekende Belgen die op de een of andere manier een bijdrage leveren aan de humor in dit land. De confrérie van de Orde van de Gulle Lach verkoos Van Wijck omdat ze onder meer met De Laatste Show erin slaagt België meer te laten lachen.

## Trivia
- Van Wijck nam tweemaal deel aan de Slimste Mens ter Wereld. Zowel in 2004 (tweede seizoen) als in 2012 (negende seizoen) kon ze slechts een keer deelnemen.